# Hotel Transylwania 2
Hotel Transylwania 2 (ang. Hotel Transylvania 2) – amerykański film animowany 3D, wyprodukowany przez studio Sony Pictures Animation na zlecenie wytwórni Columbia Pictures. Jego oficjalna premiera odbyła się 25 września 2015 roku. Za reżyserię obrazu odpowiada Genndy Tartakovsky, znany przede wszystkim z pracy nad serialami animowanymi Laboratorium Dextera oraz Samuraj Jack. Producentem filmu jest Michelle Murdocca.

## Fabuła[1]
Hotel Transylwania przeszedł kilka zmian od wizyty Jonathana. Hotel jest otwarty dla ludzi. Mavis i Johnny mają syna o imieniu Dennis, który nie pokazuje żadnych oznak bycia wampirem i dlatego Dracula martwi się. Kiedy Mavis i Johnny udają się z wizytą do rodziców Jonathana, Dracula wzywa swoich przyjaciół aby stworzyć dla Dennisa obóz szkolenia potworów. W tym samym czasie, Vlad, ojciec Draculi przybywa do hotelu, i dowiaduje się, że jego prawnuk nie jest czystej krwi wampirem i że Hotel Transylwania przyjmuje teraz ludzi.

## Obsada
- Asher Blinkoff jako Dennis
- Mel Brooks jako Vlad
- Adam Sandler jako Dracula
- Selena Gomez jako Mavis
- Andy Samberg jako Jonathan
- David Spade jako Griffin
- Troy Baker jako Kardynał
- Keegan-Michael Key jako Murray
- Kevin James jako Frankenstein
- Steve Buscemi jako Wayne

### Wersja polska
Wersja polska: Start International Polska

Reżyseria i dialogi polskie: Bartosz Wierzbięta

Teksty piosenek: Marek Robaczewski

Dźwięk i montaż: Michał Skarżyński

Kierownictwo produkcji: Dorota Nyczek

Udział wzięli:
- Tomasz Borkowski – Dracula
- Agnieszka Mrozińska – Mavis
- Paweł Ciołkosz – Jonathan
- Tomasz Grochoczyński – Vlad
- Bruno Skalski – Dennis
- Piotr Warszawski – Frank
- Krzysztof Dracz – Wayne
- Marek Robaczewski – Murray
- Tomasz Bednarek – Griffin
- Krzysztof Banaszyk – Kardynał
- Grzegorz Drojewski – Dana
- Monika Wierzbicka – Linda
- Jacek Król – Mike
- Grzegorz Pawlak – Pan Ciasio
- Zofia Modej – Winnie
- Wojciech Paszkowski – Phantom

W pozostałych rolach:
- Anna Apostolakis
- Elżbieta Kopocińska
- Agnieszka Matysiak
- Barbara Zielińska
- Przemysław Nikiel
- Krzysztof Plewako-Szczerbiński – Bela

oraz:
- Marta Dobecka
- Marta Dylewska
- Maciej Kowalik
- Bartosz Martyna
- Cezary Nowak
- Antonina Krylik
- Jan Barwiński
- Igor Borecki
- Tymon Krylik
- Jan Wilamski
- i Zoja Wierzbięta